# Prodecatoma vassei
Prodecatoma vassei är en stekelart som beskrevs av Jean Risbec 1955. Prodecatoma vassei ingår i släktet Prodecatoma och familjen kragglanssteklar.
Artens utbredningsområde är Moçambique. Inga underarter finns listade i Catalogue of Life.